# トマス・バトラー (第3代準男爵)
第3代準男爵サー・トマス・バトラー（英語: Sir Thomas Butler, 3rd Baronet、1649年以前 – 1704年2月）は、アイルランド王国の政治家。1692年から1704年までアイルランド庶民院議員を務めた。

## 生涯
第2代準男爵サー・エドマンド・バトラーと妻ジュリアナ（Juliana、旧姓ハイド（Hyde）、1683年1月1日没、バーナード・ハイドの娘）の息子として、1649年までに生まれた。1650年ごろに父が死去すると、準男爵位を継承した。
1670年と1691年の2度にわたってカーロウ県長官を務めた。
1692年から1704年までカーロウ・カウンティ選挙区の代表としてアイルランド庶民院議員を務めた。
1704年2月に死去、息子ピアースが準男爵位を継承した。

## 家族
ジェーン・ボイル（Jane Boyle、聖職者リチャード・ボイルの娘）と結婚して、4男2女をもうけた。
- ピアース（1670年 – 1732年4月17日[4]） - 第4代準男爵、アイルランド庶民院議員[2]
- ジェームズ（1720年と1723年の間に没） - フランシス・アブニー（Frances Abney、サー・エドワード・アブニー（英語版）の娘）と結婚、子供あり。第5代準男爵サー・リチャード・バトラーの父[2]
- ボイル（Boyle）[3]
- エドマンド（Edmund）[3]
- ジュリアナ - ジョン・ケネディ（John Kennedy、ジェームズ・ケネディの息子）と結婚[3]
- エレン（Ellen） - ジョン・マオン（John Mahon）と結婚[3]

1700年7月、ジェーン・レノルズ（Jane Reynolds、ジョン・レノルズの未亡人、エドワード・ポッティンジャーの娘）と再婚したが、2人の間に子供はいなかった。